# Роулендсон, Мэри

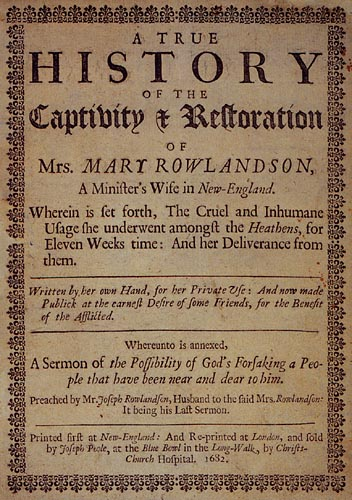
Первое издание воспоминаний Мэри Роулендсон (1682)

Мэри (Уайт) Роулендсон (англ. Mary (White) Rowlandson; около 1635/1637, Сомерсетшир, Англия — январь 1711, Колония Массачусетского залива) — жительница британской колонии на территории будущих США, взятая в плен индейцами во время войны короля Филипа и 11 недель находившаяся в плену, пока её не выкупили. После освобождения она написала книгу о своих испытаниях под названием «Божья власть и доброта: рассказ о похищении и освобождении госпожи Мэри Роулендсон» (англ. The Sovereignty and Goodness of God: Being a Narrative of the Captivity and Restoration of Mrs. Mary Rowlandson). Книга интересна как подробным описанием обычаев индейцев «изнутри», так и любопытными штрихами нравов пуританских поселенцев Новой Англии.

## Биография
Мэри Уайт была одной из 9 детей Джона и Джоаны Уэст Уайт. Она родилась в Сомерсетшире (Англия). Незадолго до 1650 года семья переселилась из Англии в Сейлем, в колонии Массачусетского залива. Около 1653 года семья переехала в Ланкастер (ныне штат Массачусетс) на приграничных с индейцами землях. Там же Мэри вышла в 1656 году замуж за преподобного Джозефа Роулендсона, в браке родилось 4 ребёнка (первая дочь умерла в детстве).
На рассвете 10 февраля 1675 года, во время войны короля Филиппа поселение Ланкастер атаковали индейцы племён наррагансетт, вампаноаг и нашавэй/нипмак. Было убито 13 ланкастерцев, а 24 человека взяты в плен. Среди пленников оказались Роулендсон и три её ребёнка: Джозеф, Мэри и Сара. 6-летняя Сара скончалась через неделю. Остальные находились в индейском плену 11 недель и 5 дней. При этом, они должны были сопровождать индейцев в их утомительных переходах, когда те спасались от колониального ополчения. 2 мая 1676 года их семейство было выкуплено за 20 долларов (сумму собрали женщины Бостона по публичной подписке). Деньги вручил индейцам Джон Хор (Hoar) из Конкорда.
В 1677 году преподобный Роулендсон переехал вместе с семьёй в Везерсфилд в Коннектикуте, где в апреле он получил должность пастора. Он умер там же в ноябре 1678 года. Церковные власти назначили его вдове ежегодную пенсию в 30 долларов. Мэри и её дети переехали в Бостон, где она и написала повесть о своём плене. Повесть была опубликована в Кембридже (Массачусетс) в 1682 году, и в том же году перепечатана в Лондоне. 6 августа 1679 года Мэри вышла замуж за капитана Сэмюэла Толкотта и взяла его фамилию.

## Комментарии
1. ↑  Сделка состоялась у скалы Редемпшен-Рок (Redemption Rock), недалеко от Принстона.